# 躍馬旅店
躍馬旅店是托爾金小說裡中土大陸的一處旅店，位於小鎮布理。為當地最古老的商店，來自中土大陸各處的旅行者都會在該處交換訊息；旅店一直都是由奶油伯家族經營。

## 地理位置
躍馬旅店坐落於大道旁，由於兩側的廂房一直延伸到後面的山坡地上，所以二樓是和地面齊平。大門前招牌上畫著一隻用後腿站立的胖白馬，上還寫著「巴力曼·奶油伯經營的躍馬旅店」（The Prancing Pony by Barliman Butterbur）。旅店內的大廳是旅客交流的地方，一樓北廂房則有專為哈比人量身打造的房間，旅店還設有马厩。而旅店老闆一向也是布理的重要人物之一。

## 歷史
於第三紀元末期的魔戒聖戰時期，躍馬旅店老闆是巴力曼·奶油伯（Barliman Butterbur），他還有兩個哈比人侍應——諾伯與鮑伯。
2914年3月，灰袍巫師甘道夫和矮人王族索林·橡木盾於躍馬旅店裡議定了奪回孤山的計畫。
3018年，甘道夫將一封信交給巴力曼·奶油伯要他轉交給夏爾的佛羅多，但健忘的奶油伯卻忘了這件事。之後因湯姆·龐巴迪的推薦（在電影裡是甘道夫），佛羅多等四個哈比人來到躍馬旅店投宿，他們在那裡遇到了遊俠亞拉岡。在隨後戒靈攻擊躍馬旅店過程當中，亞拉岡幫助四個哈比人成功避開了襲擊。
隔天甘道夫趕到躍馬旅店，在得知哈比人平安無事地和亞拉岡離去後，他祝福了旅店的啤酒。雖然如此，但躍馬旅店的生意在之還是變得越來越差，因為大量自南方擁來的壞人（應是薩魯曼的手下）來到布理製造騷亂。在黑魔王索倫敗亡之後，甘道夫和佛羅多還順道來躍馬旅店，告訴奶油伯戰爭已經結束了。

## 構想
根據托爾金學會一個分支機構所做的研究，位於英國莫頓因馬什的貝爾酒店是托爾金創作躍馬旅店的靈感來源。

## 改編描述
躍馬旅店也出現在彼得·傑克森的電影《魔戒首部曲：魔戒現身》裡；該片中包括躍馬旅店在內的布理外景，都是在紐西蘭威靈頓多賽特堡的一個舊軍事基地裡搭建的；而躍馬旅店的內部場景則是位於攝影棚。
在之後的《哈比人：荒谷惡龍》電影裡，躍馬旅店也出現在序幕中，索林和甘道夫於此會談。

## 相關影響
由於托爾金奇幻小說《魔戒》的巨大影響力，在世界各地的一些客棧都命名為「躍馬旅店」：
- 英國伍斯特郡有一家酒吧名為「躍馬旅店」[9]。
- 英國峰區國家公園也有一家名為「躍馬旅店」的酒吧[10]。
- 在西班牙也有幾家叫「躍馬旅店」的酒吧及客棧[11]。